# 重松隆志
重松 隆志（しげまつ たかし、1973年6月28日 - ）は、日本の俳優。京都府出身。ストレイドッグプロモーション所属。

## 人物
2013年6月1日に女優の能世あんなと結婚したが、2014年5月1日に離婚した。

## 出演

### 舞台
- 2000年
  - 「皆殺しの天使」作/酒井健太郎　演出/永元絵里子
  - 「悲しき天使」作/山之内幸夫　演出/森岡利行
- 2001年
  - 「暗闇のレクイエム」作/森岡利行　演出/植村結子
  - 「路地裏の優しい猫」作・演出/森岡利行
  - 「蒲田行進曲」作/つかこうへい　演出/森岡利行
- 2002年
  - 「半神」作/荻尾望都　脚本/野田秀樹　演出/永元絵里子
  - 「竜二 〜お父さんの遺した映画〜」原作/生江有二　脚本・演出/森岡利行
  - 「いるかホテル」　作・演出/酒井健太郎]
  - 「心は孤独なアトム」　作・演出/森岡利行
  - 「マスタード★ケチャップ」　作・演出/永元絵里子
- 2003年
  - 「電脳ギンガ帝国Verdes」　作・演出/永元絵里子
  - 「竜二 〜お父さんの遺した映画〜」原作/生江有二　脚本・演出/森岡利行
- 2004　
  - 「繋いだ手のさきのお城」作・演出/永元絵里子
  - 「Better Days」　作/千葉美鈴　演出/森岡利行
  - 「母の桜が散った夜」作・演出/森岡利行
  - 「心は孤独なアトム」作・演出/森岡利行
  - 「蒲田行進曲」作/つかこうへい　演出/森岡利行
  - 「映像都市〜チネチッタ〜」作/鄭義信　演出/森岡利行
- 2005年　
  - 「悲しき天使」作/山之内幸夫　演出/森岡利行
- 2006年　
  - 「バースデー」作/最所美咲　演出/今井雅之
  - 「母の桜が散った夜」作・演出/森岡利行
  - 「THE WINDS OF GOD〜零のかなたへ〜」 作・演出・主演 今井雅之
- 2007年　
  - 「ボクのサンキュウ」作・演出/岡部尚子
  - 「ケータイ刑事 銭形海 BS初!ついに舞台だ!〜超豪華!演劇者殺人事件〜」作/林誠人　演出/丹羽多聞アンドリウ
- 2008年
  - 「THE WINDS OF GOD〜零のかなたへ〜」
  - 脇組「THE FAMILY・絆」
- 2009年
  - 「THE WINDS OF GOD〜零のかなたへ〜」
  - STRAYDOG「路地裏の優しい猫」
  - Nana Produce Vol. 2「手をつないでかえろうよ〜シャングリラの向こうで〜」
- 2010年
  - STRAYDOG「母の桜が散った夜」
  - RISU PRODUCE「やすしくんへ〜2010ゼロ番区最終章〜」作・演出 松本匠
  - エルカンパニー「手をつないでかえろうよ〜シャングリラの向こうで〜」
  - RISU PRODUCE「しがらみの向こうに」
  - STRAYDOG「悲しき天使」
- 2011年
  - STRAYDOG「ガールズ プリズン オペラ」
  - P・Q・R presents「グッドモーニング・ブルーバード!」
  - RISU PRODUCE「イキザマ」
  - 「THE WINDS OF GOD〜零のかなたへ〜」
- 2012年
  - ドラマデザイン社「ガールズ プリズン オペラ」
  - STRAYDOG「ぬけがら」
- 2015年
  - 「THE WINDS OF GOD」 - 田代誠 / 岸田守中尉 役（今井雅之降板による代役[2]）
- 2024年
  - STRAYDOG「幸せになるために」[3]

### テレビドラマ
- 2006年
  - DRAMA COMPLEX「松本清張スペシャル・共犯者」（5月9日、日本テレビ）
- 2009年
  - 金曜プレステージ「外科医 鳩村周五郎5 血塗られた挑戦状I」（3月27日、フジテレビ）
  - ツレがうつになりまして。（6月12日、NHK総合）
  - 帝王（7月10日 - 9月11日、TBS）
- 2010年
  - 霊能力者 小田霧響子の嘘第7話（11月21日、テレビ朝日）
- 2011年
  - 王様の家 第9話（12月7日、BS朝日）
- 2015年
  - 松本清張ミステリー時代劇 第8話「大山詣で」（7月14日、BSジャパン） - 天順 役
- 2017年
  - 山本周五郎時代劇 武士の魂（2017年） - 与平
- 2018年
  - 快盗戦隊ルパンレンジャーVS警察戦隊パトレンジャー 第9話・第10話（2018年） - ブレッツ・アレニシカ 役
  - 風の市兵衛（2018年） - 山本八郎右衛門
  - dele（2018年） - 長門徹朗
- 2019年
  - 特捜9 - 村岡正樹
- 2022年
  - 記憶捜査〜新宿東署事件ファイル〜 スペシャル2（6月20日、テレビ東京） - 五十渕春雄 役
- 2024年
  - ヒロシの心霊キャンプ 第3話「来たのは誰だ」（10月17日、BS日テレ）

### 映画
- 蝉の女 愛に溺れて（2012年）
- ハダカの美奈子（2013年） - ビッグダディ(林田キヨシ)
- ハダカの美奈子 R-18（2014年）
- メイクルーム（2015年）
- オトナの恋愛事情（2016年）
- ブレイブX 極道十勇士（2017年） - 武富会幸田組若頭 宇野次郎 役
- 焦燥（2019年4月6日、アルゴ・ピクチャーズ）[4]
- 優しいおしおき おやすみ、ご主人様（2020年6月26日、オーピー映画） - ヒロシ 役
- エンボク（2020年7月3日、鈴木浩介監督） - 工藤正敏 役[5][6]
- 悲しき天使（2020年） - 中沢 役
- 人妻一番!二人きりトゥナイト（2021年3月12日、オーピー映画）[7] - 和田黎明 役
- 背中合わせのふたり（2022年11月11日、オーピー映画）
- 魅せたい女（2023年12月5日、オーピー映画）[8]
- ぼくの年上の女（2024年11月30日、オーピー映画）- 喜多條雅也 役[9]
- ぬれぬれ残業　堕ちる人妻上司（2025年6月20日、オーピー映画）[10]

### Vシネマ
- 哀しき抗争（2017年） - 関東木川田会若頭 永田憲弘
- 極道十勇士 第二章 第三章（2018年） - 二代目幸田組若頭 宇野次郎
- 日本統一28,29,33,34,36,37（2018年 - 2020年） - 福井 我尊会若頭 小渕健三
- キングダム 〜首領になった男〜（2019年） - 虎牙一家組員 辰巳富士夫（辰巳企画）
- CONNECT 覇者への道（2024年） - 八王会若頭補佐 原口剛

### 配信ドラマ
- CONNECT 覇者への道（2025年） - 八王会若頭補佐 原口剛[11]